# خوسيه أنطونيو باردو لوكاس
خوسيه أنطونيو باردو لوكاس (بالإسبانية: José Antonio Pardo Lucas)‏ (21 أبريل 1988 في إسبانيا - ) هو لاعب كرة قدم إسباني في مركز الدفاع. لعب مع ريال أوفييدو وريكرياتيفو ونادي إيركوليس ونادي لورقة وVillajoyosa CF ‏ وفياريال سي ‏.

## وصلات خارجية
- خوسيه أنطونيو باردو لوكاس على موقع قاعدة بيانات كرة القدم.إي يو (الإنجليزية)
- خوسيه أنطونيو باردو لوكاس على موقع Soccerway.com (الإنجليزية)
- خوسيه أنطونيو باردو لوكاس على موقع AS.com (الإسبانية)